# 昇竜 -いざゆけ ドラゴンズ-
「昇竜 -いざゆけ ドラゴンズ-」（しょうりゅう いざゆけドラゴンズ）は、日本プロ野球のセントラル・リーグに属する中日ドラゴンズの4代目（球団名を「ドラゴンズ」として以降は3代目）球団歌である。作詞は中日ドラゴンズ応援団、作曲はDJ MITSU（nobodyknows+）で、松平健の歌唱により$TAX RECORDSから2015年3月21日に発売された。
パシフィック・リーグを含めた日本野球機構（NPB）の現存12球団で最も新しい球団歌となる。

## 解説
2015年のシーズン開幕に先立ち、2016年が球団創立80周年に当たることとドラゴンズの勝利後にファンが合唱できる楽曲が無かったことを主な理由として1978年に制定された前球団歌「勝利の叫び」に代わる新球団歌として作成され、愛知県豊橋市出身である松平健が歌唱者に抜擢された。ナゴヤドームでの記者会見で松平は「もっと人気のある若手もいるのに、恥ずかしながら歌わせていただくことになりました。ドラゴンズはこのところ元気がない。優勝を目指して頑張ってほしいという思いを込めて、歌いました」とコメントしている。なお、松平は「燃えよドラゴンズ!2008」で歌唱を担当していた。
副題の「いざゆけ ドラゴンズ」は1950年から1977年まで使用された2代前の球団歌「ドラゴンズの歌（青雲たかく）」の歌詞からの引用である他、中日が勝利したことを意味するインターネットスラング「ドラホー」が歌詞に採られている点も大きな特徴となっている。
前球団歌の「勝利の叫び」が事実上、開幕戦でしか演奏される機会が無かったのに対して「昇竜」はナゴヤドームで中日が勝利した際、ヒーローインタビューの前に演奏されるようになっている。また、8回攻撃前には中日ドラゴンズ応援団によってトランペットで演奏され、ファンが合唱する（ホーム・ビジターとも）。なお、ファンに幅広く浸透している「燃えよドラゴンズ!」に関しては引き続きラッキーセブンでの演奏を継続している。

## 収録曲
1. 昇竜 -いざゆけ ドラゴンズ- [1:37]
作詞：中日ドラゴンズ応援団 作曲：DJ MITSU
2. 昇竜 -いざゆけ ドラゴンズ- （Trumpet Version） [1:37]